# Saint-Ignan
Saint-Ignan là một xã ở tỉnh Haute-Garonne vùng Occitanie tây nam nước Pháp. Xã Saint-Ignan nằm ở khu vực có độ cao trung bình 420 mét trên mực nước biển.